# Lista planetelor minore/137301–137400
Aceasta este Lista planetelor minore/137301–137400; pentru a naviga prin lista completă vezi Lista planetelor minore.
Pentru ale detalii vezi și Proiect:Astronomie sau Portal:Astronomie.
| Nume     | Denumire provizorie | Data descoperirii  | Locul descoperirii     | Descoperitor(i)                     |
| -------- | ------------------- | ------------------ | ---------------------- | ----------------------------------- |
| 137301 - | 1999 RP239          | 8 septembrie 1999  | Socorro                | LINEAR                              |
| 137302 - | 1999 RB254          | 4 septembrie 1999  | Catalina               | CSS                                 |
| 137303 - | 1999 SX9            | 23 septembrie 1999 | Monte Agliale⁠(d)       | M. M. M. Santangelo⁠(d)              |
| 137304 - | 1999 SK12           | 27 septembrie 1999 | Anderson Mesa          | LONEOS                              |
| 137305 - | 1999 SO14           | 30 septembrie 1999 | Catalina               | CSS                                 |
| 137306 - | 1999 SU16           | 29 septembrie 1999 | Catalina               | CSS                                 |
| 137307 - | 1999 SZ27           | 27 septembrie 1999 | Socorro                | LINEAR                              |
| 137308 - | 1999 TF2            | 2 octombrie 1999   | Fountain Hills⁠(d)      | C. W. Juels⁠(d)                      |
| 137309 - | 1999 TM5            | 1 octombrie 1999   | Višnjan Observatory⁠(d) | K. Korlević, M. Jurić⁠(d)            |
| 137310 - | 1999 TF9            | 7 octombrie 1999   | Višnjan Observatory    | K. Korlević, M. Jurić               |
| 137311 - | 1999 TX9            | 9 octombrie 1999   | Catalina               | CSS                                 |
| 137312 - | 1999 TK10           | 10 octombrie 1999  | Prescott⁠(d)            | P. G. Comba⁠(d)                      |
| 137313 - | 1999 TR12           | 12 octombrie 1999  | Prescott               | P. G. Comba                         |
| 137314 - | 1999 TQ14           | 12 octombrie 1999  | Ondřejov⁠(d)            | P. Kušnirák⁠(d)                      |
| 137315   | 1999 TB20           | 15 octombrie 1999  | Xinglong⁠(d)            | BAO Schmidt CCD Asteroid Program⁠(d) |
| 137316 - | 1999 TQ20           | 5 octombrie 1999   | Goodricke-Pigott⁠(d)    | R. A. Tucker⁠(d)                     |
| 137317 - | 1999 TY21           | 3 octombrie 1999   | Kitt Peak              | Spacewatch                          |
| 137318 - | 1999 TG22           | 3 octombrie 1999   | Kitt Peak              | Spacewatch                          |
| 137319 - | 1999 TV23           | 4 octombrie 1999   | Kitt Peak              | Spacewatch                          |
| 137320 - | 1999 TZ28           | 4 octombrie 1999   | Socorro                | LINEAR                              |
| 137321 - | 1999 TN29           | 4 octombrie 1999   | Socorro                | LINEAR                              |
| 137322 - | 1999 TR32           | 4 octombrie 1999   | Socorro                | LINEAR                              |
| 137323 - | 1999 TF35           | 4 octombrie 1999   | Socorro                | LINEAR                              |
| 137324 - | 1999 TX35           | 6 octombrie 1999   | Socorro                | LINEAR                              |
| 137325 - | 1999 TQ37           | 1 octombrie 1999   | Catalina               | CSS                                 |
| 137326 - | 1999 TT40           | 5 octombrie 1999   | Catalina               | CSS                                 |
| 137327 - | 1999 TK41           | 2 octombrie 1999   | Kitt Peak              | Spacewatch                          |
| 137328 - | 1999 TJ42           | 3 octombrie 1999   | Kitt Peak              | Spacewatch                          |
| 137329 - | 1999 TO45           | 3 octombrie 1999   | Kitt Peak              | Spacewatch                          |
| 137330 - | 1999 TS45           | 3 octombrie 1999   | Kitt Peak              | Spacewatch                          |
| 137331 - | 1999 TX53           | 6 octombrie 1999   | Kitt Peak              | Spacewatch                          |
| 137332 - | 1999 TS58           | 6 octombrie 1999   | Kitt Peak              | Spacewatch                          |
| 137333 - | 1999 TN63           | 7 octombrie 1999   | Kitt Peak              | Spacewatch                          |
| 137334 - | 1999 TC67           | 8 octombrie 1999   | Kitt Peak              | Spacewatch                          |
| 137335 - | 1999 TE68           | 8 octombrie 1999   | Kitt Peak              | Spacewatch                          |
| 137336 - | 1999 TG68           | 8 octombrie 1999   | Kitt Peak              | Spacewatch                          |
| 137337 - | 1999 TX76           | 10 octombrie 1999  | Kitt Peak              | Spacewatch                          |
| 137338 - | 1999 TH77           | 10 octombrie 1999  | Kitt Peak              | Spacewatch                          |
| 137339 - | 1999 TD78           | 11 octombrie 1999  | Kitt Peak              | Spacewatch                          |
| 137340 - | 1999 TB83           | 12 octombrie 1999  | Kitt Peak              | Spacewatch                          |
| 137341 - | 1999 TD83           | 12 octombrie 1999  | Kitt Peak              | Spacewatch                          |
| 137342 - | 1999 TU85           | 14 octombrie 1999  | Kitt Peak              | Spacewatch                          |
| 137343 - | 1999 TV85           | 14 octombrie 1999  | Kitt Peak              | Spacewatch                          |
| 137344 - | 1999 TB89           | 2 octombrie 1999   | Socorro                | LINEAR                              |
| 137345 - | 1999 TK89           | 2 octombrie 1999   | Socorro                | LINEAR                              |
| 137346 - | 1999 TP90           | 2 octombrie 1999   | Socorro                | LINEAR                              |
| 137347 - | 1999 TL94           | 2 octombrie 1999   | Socorro                | LINEAR                              |
| 137348 - | 1999 TZ94           | 2 octombrie 1999   | Socorro                | LINEAR                              |
| 137349 - | 1999 TQ97           | 2 octombrie 1999   | Socorro                | LINEAR                              |
| 137350 - | 1999 TK100          | 2 octombrie 1999   | Socorro                | LINEAR                              |
| 137351 - | 1999 TO100          | 2 octombrie 1999   | Socorro                | LINEAR                              |
| 137352 - | 1999 TY103          | 3 octombrie 1999   | Socorro                | LINEAR                              |
| 137353 - | 1999 TW104          | 3 octombrie 1999   | Socorro                | LINEAR                              |
| 137354 - | 1999 TA105          | 3 octombrie 1999   | Socorro                | LINEAR                              |
| 137355 - | 1999 TS106          | 4 octombrie 1999   | Socorro                | LINEAR                              |
| 137356 - | 1999 TN108          | 4 octombrie 1999   | Socorro                | LINEAR                              |
| 137357 - | 1999 TQ108          | 4 octombrie 1999   | Socorro                | LINEAR                              |
| 137358 - | 1999 TE111          | 4 octombrie 1999   | Socorro                | LINEAR                              |
| 137359 - | 1999 TS113          | 4 octombrie 1999   | Socorro                | LINEAR                              |
| 137360 - | 1999 TF114          | 4 octombrie 1999   | Socorro                | LINEAR                              |
| 137361 - | 1999 TQ114          | 4 octombrie 1999   | Socorro                | LINEAR                              |
| 137362 - | 1999 TC117          | 4 octombrie 1999   | Socorro                | LINEAR                              |
| 137363 - | 1999 TD117          | 4 octombrie 1999   | Socorro                | LINEAR                              |
| 137364 - | 1999 TZ118          | 4 octombrie 1999   | Socorro                | LINEAR                              |
| 137365 - | 1999 TU120          | 4 octombrie 1999   | Socorro                | LINEAR                              |
| 137366 - | 1999 TV120          | 4 octombrie 1999   | Socorro                | LINEAR                              |
| 137367 - | 1999 TC123          | 4 octombrie 1999   | Socorro                | LINEAR                              |
| 137368 - | 1999 TE124          | 4 octombrie 1999   | Socorro                | LINEAR                              |
| 137369 - | 1999 TQ124          | 4 octombrie 1999   | Socorro                | LINEAR                              |
| 137370 - | 1999 TA126          | 4 octombrie 1999   | Socorro                | LINEAR                              |
| 137371 - | 1999 TF126          | 4 octombrie 1999   | Socorro                | LINEAR                              |
| 137372 - | 1999 TM126          | 4 octombrie 1999   | Socorro                | LINEAR                              |
| 137373 - | 1999 TD128          | 4 octombrie 1999   | Socorro                | LINEAR                              |
| 137374 - | 1999 TJ128          | 4 octombrie 1999   | Socorro                | LINEAR                              |
| 137375 - | 1999 TM131          | 6 octombrie 1999   | Socorro                | LINEAR                              |
| 137376 - | 1999 TT133          | 6 octombrie 1999   | Socorro                | LINEAR                              |
| 137377 - | 1999 TD135          | 6 octombrie 1999   | Socorro                | LINEAR                              |
| 137378 - | 1999 TS136          | 6 octombrie 1999   | Socorro                | LINEAR                              |
| 137379 - | 1999 TV138          | 6 octombrie 1999   | Socorro                | LINEAR                              |
| 137380 - | 1999 TO144          | 7 octombrie 1999   | Socorro                | LINEAR                              |
| 137381 - | 1999 TQ149          | 7 octombrie 1999   | Socorro                | LINEAR                              |
| 137382 - | 1999 TF150          | 7 octombrie 1999   | Socorro                | LINEAR                              |
| 137383 - | 1999 TL151          | 7 octombrie 1999   | Socorro                | LINEAR                              |
| 137384 - | 1999 TS154          | 7 octombrie 1999   | Socorro                | LINEAR                              |
| 137385 - | 1999 TC155          | 7 octombrie 1999   | Socorro                | LINEAR                              |
| 137386 - | 1999 TK155          | 7 octombrie 1999   | Socorro                | LINEAR                              |
| 137387 - | 1999 TB156          | 7 octombrie 1999   | Socorro                | LINEAR                              |
| 137388 - | 1999 TY156          | 9 octombrie 1999   | Socorro                | LINEAR                              |
| 137389 - | 1999 TL157          | 9 octombrie 1999   | Socorro                | LINEAR                              |
| 137390 - | 1999 TS157          | 9 octombrie 1999   | Socorro                | LINEAR                              |
| 137391 - | 1999 TF158          | 7 octombrie 1999   | Socorro                | LINEAR                              |
| 137392 - | 1999 TS159          | 9 octombrie 1999   | Socorro                | LINEAR                              |
| 137393 - | 1999 TW159          | 9 octombrie 1999   | Socorro                | LINEAR                              |
| 137394 - | 1999 TK162          | 9 octombrie 1999   | Socorro                | LINEAR                              |
| 137395 - | 1999 TZ163          | 9 octombrie 1999   | Socorro                | LINEAR                              |
| 137396 - | 1999 TY164          | 10 octombrie 1999  | Socorro                | LINEAR                              |
| 137397 - | 1999 TH165          | 10 octombrie 1999  | Socorro                | LINEAR                              |
| 137398 - | 1999 TW170          | 10 octombrie 1999  | Socorro                | LINEAR                              |
| 137399 - | 1999 TY171          | 10 octombrie 1999  | Socorro                | LINEAR                              |
| 137400 - | 1999 TC177          | 10 octombrie 1999  | Socorro                | LINEAR                              |